# Люперсола
Люперсола (мар. Нӧлпер) — деревня в Советском районе Республики Марий Эл. Входит в состав Кужмаринского сельского поселения.

## География
Находится в центральной части республики Марий Эл на расстоянии приблизительно 16 км по прямой на запад-северо-запад от районного центра посёлка Советский.

## История
Упоминается с 1793 года, когда здесь было отмечено 30 дворов и 192 жителя. Первые поселенцы были из Кокшамар. В 1796 году в деревне проживали 50 человек, в 1836 году в 24 домах проживал 171 человек. В 1859 году было 26 дворов, проживали 186 человек, в 1905 году — 40 дворов, население 306 человек. В 1937 году насчитывалось 70 хозяйств, проживали 272 человека, в 1974 году население составляло 353 человека, в 1990 году — 496, в 2003 году — 467 человек. В советское время работали колхозы «Пятилетка в 4 года», имени Молотова и «Заря».

## Население
Население составляло 419 человек (мари 100 %) в 2002 году, 436 в 2010.

## Известные люди
Павлов Андрей Иванович (1916—1990) —  председатель колхозов «1 мая» (1948—1950) и «Большевик» Ронгинского / Советского района Марийской АССР (1950—1978). Герой Социалистического Труда (1971). Кавалер ордена Ленина (1971). Участник Великой Отечественной войны. Член ВКП(б) с 1944 года, член Марийского обкома КПСС.